# Dekotora

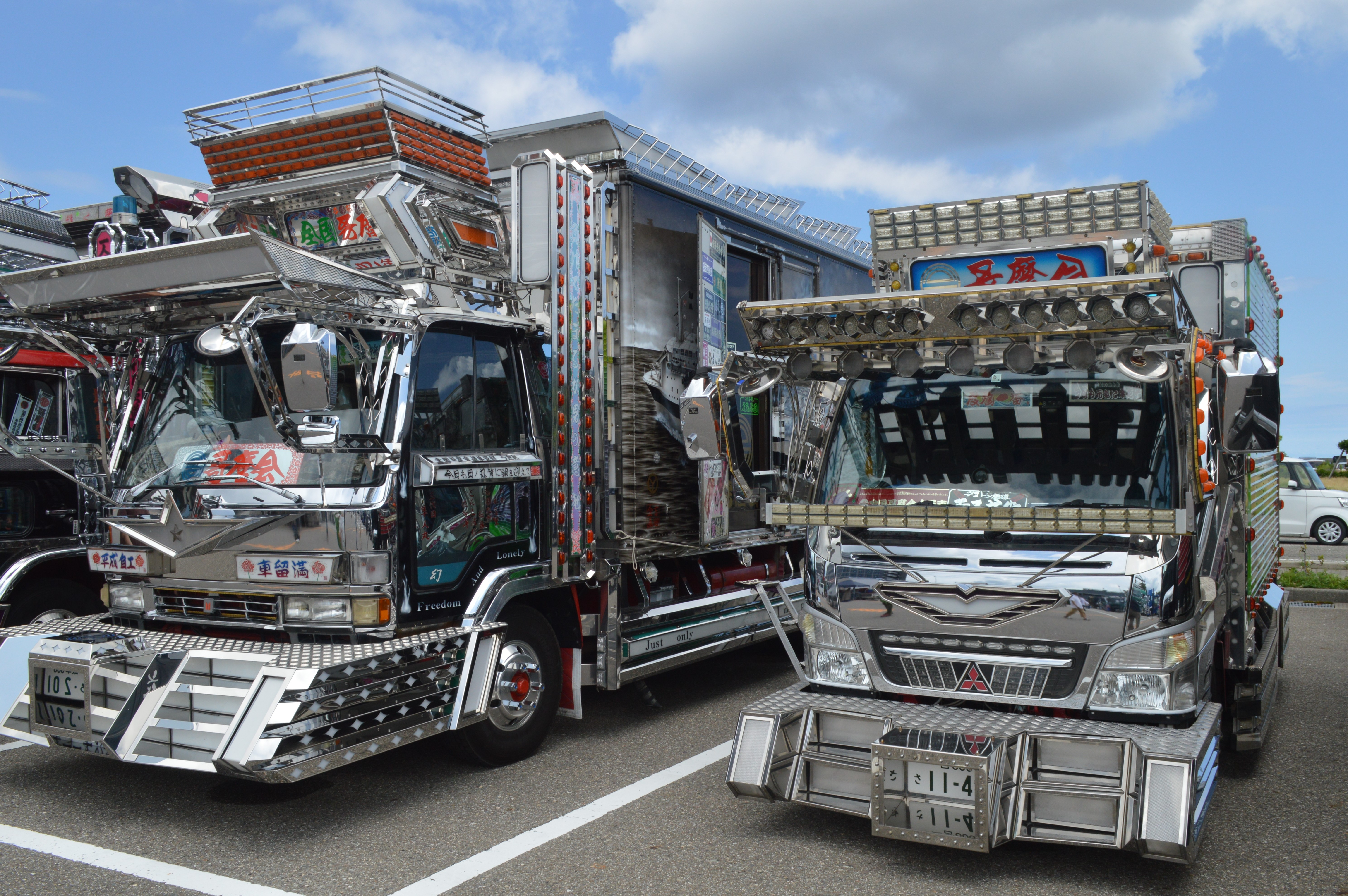
Un exemple de dekotora.

Camion Dekotora avec tous ses feux allumés

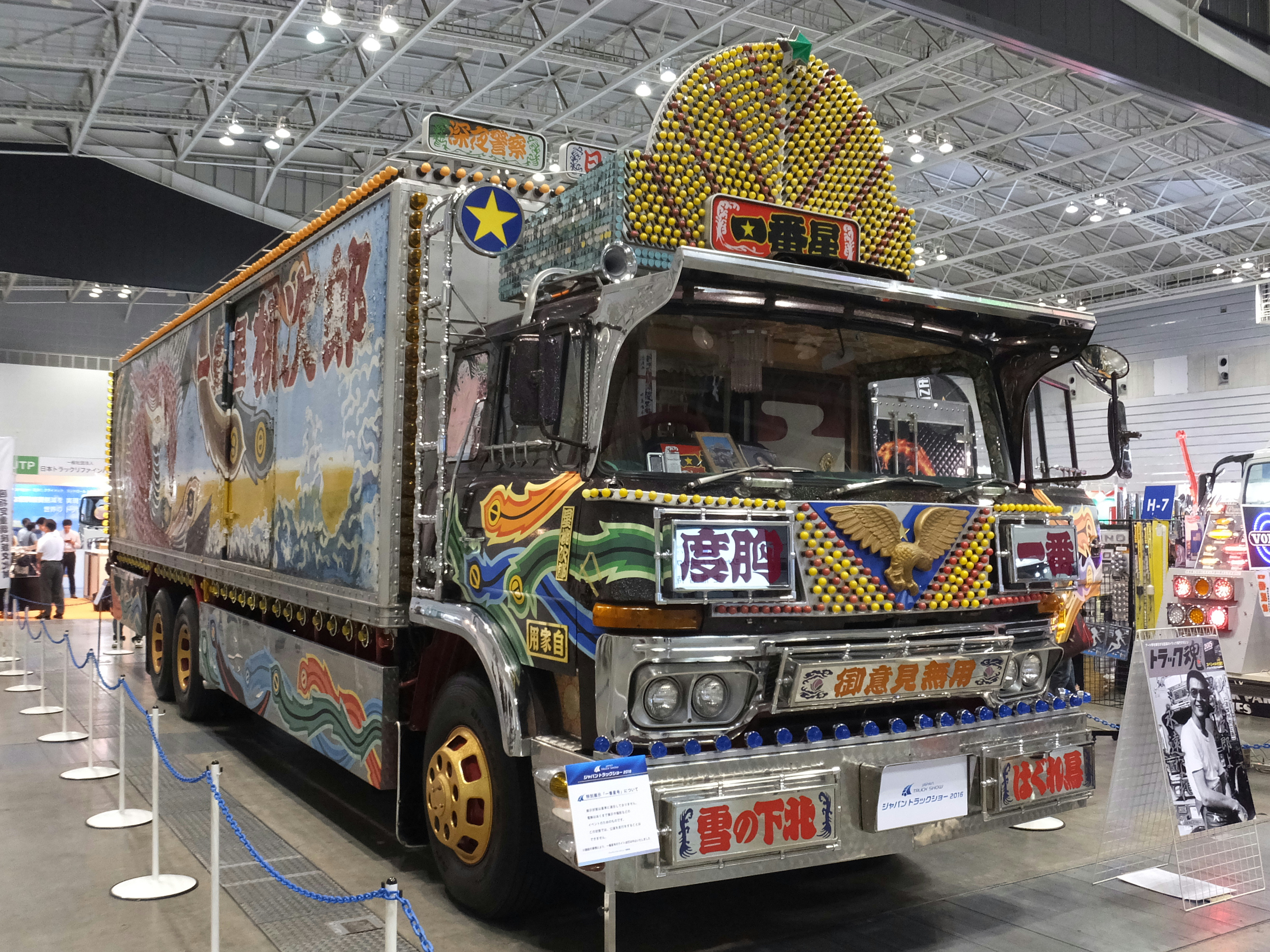
"Ichibanboshi" Mitsubishi Fuso Dekotora qui a joué dans la série de films Torakku Yarō.

Le dekotora ou decotora (デコトラ dekotora), signifiant « camion décoré », est un terme qui désigne un style de camion visuellement modifié que l'on peut rencontrer au Japon. Peinture extravagante et néons sont couramment employés.

## Histoire
Cette pratique du tuning se serait développée dans les années 1970 à la suite de la série de films japonaise Torakku Yarō (en) mettant en scène deux routiers et leurs camions lourdement décorés.

## Dekotora dans la culture populaire

### Au cinéma
Dans le film Tokyo Fiancée (2014) de Stefan Liberski, une séquence est consacrée à un rassemblement nocturne de dekotora.

### En jeux vidéo
La série Bakusō Dekotora Densetsu comporte sept titres sortis sur diverses consoles (PlayStation, PlayStation 2, Nintendo DS...). La série Art Camion compte deux titres sortis sur PlayStation : Art Camion Geijutsuden et Art Camion Sugorokuden.